# فريدي فرينش
فريدي فرينش (بالإنجليزية: Freddie French)‏ هو لاعب دوري الرغبي نيوزلندي، ولد في 17 أبريل 1911 في نيوزيلندا، وتوفي في 2 مايو 1989.